# 西尾裕
西尾 裕（にしお ゆたか、1937年2月1日 - 2009年6月11日）は、福岡県出身の元プロ野球選手（投手）。元八幡大学硬式野球部監督。

## 来歴・人物
1955年に小倉南高から南海ホークスに入団。
宅和本司、皆川睦雄と肩を並べる実力のある新人投手として期待されたが、入団早々肩を壊してしまい、一軍での成績は0勝1敗に終わり、芽が出ないまま1957年に退団。
その後は、北九州市の企業に就職し社会人野球を経験。
1960年に八幡大学に入学し硬式野球部に入部。1961年の九州六大学野球春季リーグ初優勝に貢献。3学年時から選手兼監督を務める。
1964年に八幡大学を卒業。その後も同大の野球部監督を継続、後就職課長、学部事務長を務めた。全日本大学野球選手権、明治神宮野球大会に幾度も出場させた実績を持ち同大学野球部の基礎を築いた人物である。
なお、南海ホークス新人時代、球団の寮では野村克也と同室であった。当時月給は野村の倍だったという。

## 詳細情報

### 年度別投手成績
| 年 度     | 球 団     | 登 板 | 先 発 | 完 投 | 完 封 | 無 四 球 | 勝 利 | 敗 戦 | セ 丨 ブ | ホ 丨 ル ド | 勝 率 | 打 者 | 投 球 回 | 被 安 打 | 被 本 塁 打 | 与 四 球 | 敬 遠 | 与 死 球 | 奪 三 振 | 暴 投 | ボ 丨 ク | 失 点 | 自 責 点 | 防 御 率 | W H I P |
| --------- | --------- | ----- | ----- | ----- | ----- | -------- | ----- | ----- | -------- | ----------- | ----- | ----- | -------- | -------- | ----------- | -------- | ----- | -------- | -------- | ----- | -------- | ----- | -------- | -------- | ------- |
| 1956      | 南海      | 3     | 1     | 0     | 0     | 0        | 0     | 0     | --       | --          | ----  | 21    | 4.1      | 6        | 0           | 2        | 0     | 0        | 5        | 0     | 1        | 5     | 5        | 9.00     | 1.85    |
| 通算：1年 | 通算：1年 | 3     | 1     | 0     | 0     | 0        | 0     | 0     | --       | --          | ----  | 21    | 4.1      | 6        | 0           | 2        | 0     | 0        | 5        | 0     | 1        | 5     | 5        | 9.00     | 1.85    |

### 背番号
- 35 （1955年 - 1957年）